# Nantosuelta
Nantosuelta era una divinità celtica femminile.

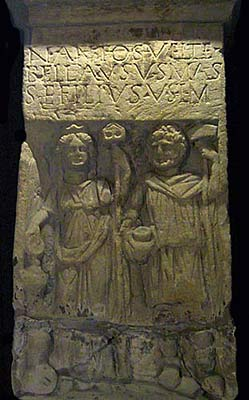
Bassorilievo di Nantosuelta con Sucellos da Sarrebourg

Nantosuelta era la dea della terra e dispensatrice di fertilità, moglie di Sucellos; è rappresentata con in mano una coppa o, in epoca romana, una cornucopia, ma a Metz c'è un bassorilievo che la raffigura con un corvo, quindi poteva forse essere legata anche a culti inferi.
Il suo nome dovrebbe significare ruscello tortuoso oppure valle assolata. È stata anche paragonata alla Dea irlandese Mórrígan, in quanto potrebbe essere la sua versione continentale.

## Fonti
- Année Epigraphique, volume 1896.
- Centre for Advanced Welsh and Celtic Studies. Proto-Celtic—English lexicon Archiviato il 14 gennaio 2006 in Internet Archive.. University of Wales.
- Corpus Inscriptionum Latinarum (CIL), volume 13, Tres Galliae.
- Delamarre, X. (2003). Dictionnaire de la Langue Gauloise. 2nd edition. Paris, Editions Errance. ISBN 2-87772-237-6
- Deyts, S., Ed. (1998) A la rencontre des Dieux gaulois, un défi à César. Paris, Réunion des Musées Nationaux. ISBN 2-7118-3851-X
- Jufer, N. and T. Luginbühl (2001) Répertoire des dieux gaulois. Paris, Editions Errance. ISBN 2-87772-200-7
- Le Roux (1952) "Le soleil dans les langues Celtiques." Ogham 4, p.93.
- Olmstead, G. (1994) The Gods of the Celts and the Indoeuropeans. Innsbrucker Beiträge zur Kulturwissenschaft-Archaeolingua, Sonderheft 92.
- Polomé, E. C. (1997) Zeitschrift für celtische Philologie, 49-50.
- Porkorny, Julius (1959) Indogermanisches etymologisches Wörterbuch Berlin: Franke Verlag
- Reinach, S. (1922) Cultes, mythes et religions.